# Allen Gewalten zum Trotz
Allen Gewalten zum Trotz ist eine britische Filmbiografie aus dem Jahr 1956. Regisseur Lewis Gilbert erzählt die Lebensgeschichte des britischen RAF-Piloten Douglas Bader (1910–1982), der trotz Amputation beider Beine zu einer Fliegerlegende während des Zweiten Weltkrieges wurde. Das Drehbuch entstand nach der Biografie The Story of Douglas Bader von Paul Brickhill, die 1954 veröffentlicht wurde.

## Handlung
1928 wird Douglas Bader Kadett bei der Royal Air Force. Obwohl er sich nicht immer an die Disziplin und die Regeln hält, und dafür von Marschall Halahan ermahnt wird, absolviert Bader seine Ausbildung erfolgreich. Er wird zur 23. Staffel auf dem Stützpunkt Kenley versetzt. Nachdem zwei Piloten bei Kunstflugmanövern abgestürzt und getötet worden sind, verbietet der Kommandeur weitere Manöver dieser Art. Bader wird von einem Zivilpiloten provoziert und absolviert trotz des Verbotes einige Kunstflugfiguren. Es kommt zu einem Absturz, den Bader überlebt.
Bader hat sich bei dem Absturz schwere Verletzungen an den Beinen zugezogen. Um sein Leben zu retten, muss Dr. Joyce ihm beide Beine amputieren. Während seiner Rekonvaleszenz wird Bader von der Krankenschwester Brace ermutigt. Nachdem er das Hospital verlassen hat, lässt er sich Prothesen anfertigen. Er lernt die Kellnerin Thelma Edwards kennen, mit der er sich verabredet, als er gelernt hat, mit den Prothesen zu gehen. Da es keine Regularien bei der RAF für solche Fälle gibt, wird Bader keine Flugerlaubnis erteilt. Stattdessen wird ihm eine Stelle beim Stab angeboten. Bader verlässt die RAF und nimmt einen Bürojob an. Thelma und er heiraten.
Als der Zweite Weltkrieg ausbricht, tritt Bader wieder in die RAF ein. Ihm wird das Kommando über eine Staffel übertragen, deren Flieger größtenteils Kanadier, die in Frankreich gekämpft haben, sind. Diese Piloten sind durch ihre Erfahrungen und Niederlagen mutlos geworden. Bader richtet die Moral der Piloten wieder auf. Dringend benötigtes Material beschafft er sich auf Umwegen. Dadurch wird die Staffel wieder kampffähig. Baders Staffel fliegt erfolgreiche Einsätze in der Luftschlacht um England.
Bader, der nun auch selber Einsätze fliegt, bekommt das Kommando über fünf Staffeln auf dem Stützpunkt Tangmere übertragen. 1941 muss er über Frankreich seine Maschine verlassen. Er wird gefangen genommen, kann entkommen, wird aber wieder geschnappt. Bader nervt die Wärter dermaßen, dass er von einem Kriegsgefangenenlager in das nächste überstellt wird. Zum Schluss wird er im Schloss Colditz in Sachsen festgesetzt.
Vier Jahre später wird Bader aus der Gefangenschaft entlassen. Das Kriegsende verhindert, dass er einen letzten Flug in Fernost absolvieren kann. Am 15. September 1945 darf er mit elf weiteren Überlebenden bei einer Parade einen Überflug über London absolvieren, bei dem insgesamt über 300 Maschinen teilnehmen.

## Kritik
Das Lexikon des internationalen Films beschrieb den Film als „Heldenepos mit reichlich viel Kriegsbegeisterung; nach einer authentischen Biografie.“
Das britische Filmportal britmovie bezeichnete den Film als hervorragend montiert, mit spannenden Luftkämpfen. Er sei zwar teilweise etwas zäh, trotzdem bemerkenswert gut, was auf Gilberts feinsinnige Regie und die überzeugenden Darstellerleistungen zurückzuführen sei.

## Auszeichnungen
1957 wurde der Film mit dem BAFTA-Award als bester britischer Film ausgezeichnet. Weitere Nominierungen gab es in den Kategorien Bester britischer Darsteller (Kenneth More), Beste britische Darstellerin (Dorothy Alison), bestes Drehbuch (Lewis Gilbert) und Bester Film.

## Hintergrund
Der Film wurde am 5. Juli 1956 in London uraufgeführt. In Deutschland erschien er am 27. September 1957 in den Kinos.